# Julio César Suazo
Julio César Suazo Bernárdez (La Ceiba, Honduras, 5 de octubre de 1978) y es un exfutbolista hondureño. Se desempeñaba como defensa y militó en diversos clubes de Honduras, Chile, Guatemala, Austria y Turquía.

## Clubes
| Club                  | País      | Año         |
| --------------------- | --------- | ----------- |
| Victoria              | Honduras  | 1998 - 2000 |
| Red Bull Salzburgo    | Austria   | 2000 - 2004 |
| Victoria              | Honduras  | 2004 - 2005 |
| Real España           | Honduras  | 2005 - 2006 |
| Hispano FC            | Honduras  | 2007        |
| Eğirdir Belediye Spor | Turquía   | 2007        |
| Huachipato            | Chile     | 2008 - 2009 |
| Deportes Savio        | Honduras  | 2009        |
| Hispano FC            | Honduras  | 2010        |
| Heredia Jaguares      | Guatemala | 2011        |
| Victoria              | Honduras  | 2012 - 2013 |

## Selección nacional
Ha sido internacional con la Selección de fútbol de Honduras, ha jugado 4 partidos internacionales y no anotó goles. Pero participó con la selección sub-23 de su país, en los Juegos Olímpicos de Sídney 2000 en Australia, donde su seleccionado quedó eliminado en la primera fase.